# Portugal aux Jeux olympiques de 1920
Le Portugal participe aux Jeux olympiques de 1920 organisés à Anvers en Belgique. C'est la deuxième participation du pays après 1912. Le Portugal ne remporte pas de médaille.

## Résultats[1]

### Escrime
| Escrimeur | Épreuve          | Premier tour | Premier tour | Quarts-de-finales | Quarts-de-finales | Demi-finales | Demi-finales | Finale       | Finale       |
| Escrimeur | Épreuve          | Résultat     | Rang         | Résultat          | Rang              | Résultat     | Rang         | Résultat     | Rang         |
| --- | ---------------- | ------------ | ------------ | ----------------- | ----------------- | ------------ | ------------ | ------------ | ------------ |
| António de Menezes (en) | Épée             | 4–3          | 2            | 7–4               | 2                 | 7–4          | 2            | 5–6          | 6            |
| Fernando Correia (en) | Épée             | 5–2          | 1            | 6–4               | 2                 | 2–9          | 10           | Non qualifié | Non qualifié |
| Frederico Paredes | Épée             | 4–5          | 6            | Non qualifié      | Non qualifié      | Non qualifié | Non qualifié | Non qualifié | Non qualifié |
| Henrique da Silveira | Épée             | 5-3          | 4            | 4–6               | 7                 | Non qualifié | Non qualifié | Non qualifié | Non qualifié |
| João Sassetti | Épée             | 6–3          | 2            | 8–3               | 1                 | 2–9          | 12           | Non qualifié | Non qualifié |
| Jorge de Paiva | Épée             | 5-3          | 4            | 7–3               | 2                 | 6–5          | 2            | 2–9          | 12           |
| Manuel Queiróz (en) | Épée             | 3–5          | 7            | Non qualifié      | Non qualifié      | Non qualifié | Non qualifié | Non qualifié | Non qualifié |
| Ruimondo Mayer (en) | Épée             | 5–3          | 2            | 4–6               | 7                 | Non qualifié | Non qualifié | Non qualifié | Non qualifié |
| António de Menezes (en) Frederico Paredes Henrique da Silveira João Sassetti Jorge de Paiva Manuel Queiróz (en) Ruimondo Mayer (en) | Épée par équipes | N/A          | N/A          | N/A               | N/A               | 3–1          | 2            | 2–2          | 4            |

### Tir
| Tireur                                                                                                   | Épreuve                                                                | Résultat | Rang |
| --- | ---------------------------------------------------------------------- | -------- | ---- |
| António Martins (en) António Ferreira (en) António dos Santos (en) Dario Canas (en) Hermínio Rebelo (en) | Tir au pistolet d'ordonnance à 30 mètres par équipes                   | 1184     | 8    |
| António Martins (en) António Ferreira (en) António dos Santos (en) Dario Canas (en) Hermínio Rebelo (en) | Tir à la carabine d'ordonnance à 300 mètres par équipes, couché        | 256      | 15   |
| António Martins (en) António Ferreira (en) António dos Santos (en) Dario Canas (en) Hermínio Rebelo (en) | Tir à la carabine d'ordonnance à 300 mètres par équipes, debout        | 226      | 11   |
| António Martins (en) António Ferreira (en) António dos Santos (en) Dario Canas (en) Hermínio Rebelo (en) | Tir à la carabine d'ordonnance à 600 mètres par équipes, couché        | 248      | 14   |
| António Martins (en) António Ferreira (en) António dos Santos (en) Dario Canas (en) Hermínio Rebelo (en) | Tir à la carabine d'ordonnance à 300 et 600 mètres par équipes, couché | 519      | 11   |